# 郵管

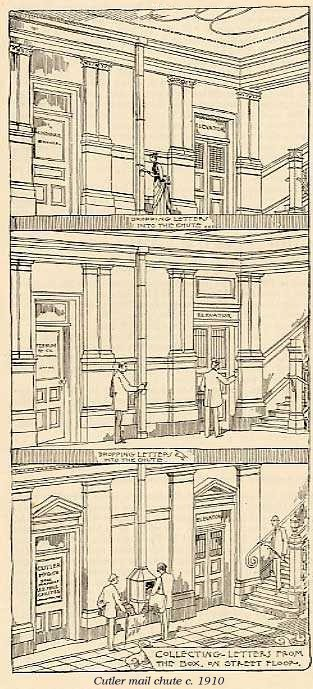
1910年郵管系統的素描

郵管（英語：Mail chute）是一種以管槽方式，接通大廈各樓層並設置投信口，信件因著地心吸力往下運送到最低層由郵政局設立的中央存放處（通常在地面）收集，供郵差收集信件。 這是為了方便寄件人毋需將郵件帶到外面的郵筒或郵局投寄，而郵差亦不用逐層收集信件。

## 設計
郵管是由美國建築師詹姆斯·古爾德·卡特勒（James Goold Cutler ）設計並於1883年9月11日獲得專利。首個郵管於翌年安裝在紐約州羅徹斯特市的Elwood Building。由於設計的成功，郵管很快便遍佈美國甚至世界上其他大城市。

## 缺点
郵管透過狹窄的管道傳送郵件，有機會在管道中被卡住，加上郵管只能投寄體積細小的郵件，實際上不少郵件還是需要在街道上的郵筒或者前往郵政局投寄。在1986年的兩個星期裡，紐約市麥格勞 - 希爾大廈的郵管累積了超過40,000封信件。 1999年，紐約地區郵政局的一位發言人聲稱，每週都會收到兩至三次電話，要清理卡在管道中之邮件。

## 現時使用狀況
近幾十年來，芝加哥的約翰·漢考克中心、紐約的克萊斯勒大廈等建築物都關閉了他們的郵管。原因是建築物大廳內增加了郵件室。然而，芝加哥仍然有大約360棟建築物有郵管。然而，自1997年以來，美國消防協會已禁止所有新建築興建郵管。

## 郵管在香港
戰後香港經濟急速發展，商業樓宇不斷向高發展，郵管亦因此引入香港。香港的第一個郵管位於中環德輔道中22號的永安人壽大廈，該郵管連同大廈一同興建。在大廈入伙不久後，於1956年7月23日啟用，當日更舉行開幕典禮，由時任郵政司沙惠予打開地下大堂的總郵筒並由郵差收取信件。隨後部份新落成的商業大廈都設有郵管，從1977年1月19日的立法局會議紀錄可以看到，在中環核心區域（東至美利道，南至皇后大道中，西至機利文街，北至海旁）合共有20座商業大廈設有郵管，而當時此區域更只有13個街道郵筒及3間郵政局。
除了商業樓宇，香港更曾出現設置郵管的住宅大廈，就是1967年落成的北角新都城大廈。在大廈仍然在興建的時候，在報紙上已經有報導指出會設有郵管。然該報導手法猶如鱔稿，但可見這種新穎的設施成為樓宇的賣點。但由於郵管透過狹窄的管道傳送郵件，有機會在管道中被卡住，加上郵管只能投寄體積細小的郵件，實際上不少郵件還是需要在街道上的郵筒或者前往郵政局投寄，因此在1970年代開始已經少有新落成的樓宇設置郵管，而最後一座設置郵管的大廈應該是位於中環奥卑利街的荷李活商業大廈。而一些本身設置了郵管的大廈後期亦封閉了各層的投信口甚至拆除管道，只餘下底層的總郵筒收集信件。
目前香港仍然在使用中的郵管只餘下中環畢打街1-3號的中建大廈。但由於其管道是嵌入牆身，所以在大廈各層只會見到一個在牆上的投信口，並會列出收信時間。至於管道仍在但已封閉各層投信口的郵管亦只餘下中環德輔道中20號的德成大廈，該大廈除了在地下升降機大堂的總郵筒外，在各層仍可見到透明的管道。